# Carnedd Llewelyn
Der Carnedd Llewelyn, auch Carnedd Llywelyn geschrieben, ist ein Berg in der Gebirgskette der Carneddau im Eryri-Nationalpark in Wales. Mit 1064 m ist er der höchste Gipfel der Carneddau, der zweithöchste Marilyn (nach dem 1085 m hohen Snowdon) und der dritthöchste Hewitt von Wales (nach dem Snowdon und dem 1065 m hohen Crib-y-Ddysgl, auch Garnedd Ugain genannt).

## Zum Namen
Die walisische Aussprache des Namens (in beiden Schreibweisen) ist ['kaɾnɛð ɬə'wɛlɪn]; die deutsche Übersetzung lautet „Llewelyns Steingrab“ (engl.: „Llewelyn's Cairn“; siehe hierzu auch Cairn und Steinmännchen). Carneddau [karˈnɛðaɨ] ist die Pluralform des Wortes carnedd.
Der Name geht wahrscheinlich auf einen der beiden walisischen Fürsten namens Llywelyn aus dem 13. Jahrhundert zurück. Es ist allerdings nicht klar, ob auf Llywelyn den Großen oder seinen Enkel Llywelyn ap Gruffudd.

## Lage und Besteigungsmöglichkeiten
Der Carnedd Llewelyn liegt auf der Grenze der Verwaltungsregionen Gwynedd und Conwy County Borough, zwischen den Gipfeln Carnedd Dafydd (im Südwesten) und Foel Grach (im Norden), in der Mitte des Hauptzuges der Carneddau in Nordost-Südwest-Richtung; im Nordosten ist er durch einen Nebenkamm mit Yr Elen verbunden. Durch diese Lage kann er nicht ohne einen langen Fußmarsch erreicht werden. Er kann von Gerlan, oberhalb von Bethesda, aus bestiegen werden, indem man den Weg am Afon Llafar entlang nimmt, dann in Richtung des Gipfels von Yr Elen und von dort über den kurzen Verbindungskamm zum Carnedd Llewelyn aufsteigt. Ein zweiter Weg führt von Helyg an der A5 aus am See vorbei über die Hänge oberhalb von Craig yr Ysfa zum Gipfel. Oder man folgt dem Hauptkamm, entweder vom Pen yr Ole Wen oder vom Foel-fras aus.
Der Gipfel des Carnedd Llewelyn besteht – wie viele Berge der Carneddau – aus einem von Findlingen übersäten Plateau, aber die Steilwände entlang der Kämme bieten bekannte Kletterrouten, besonders Ysgolion Duon („die schwarzen Leitern“) und Craig yr Ysfa.